# تشارلز راينر
تشارلز راينر (15 فبراير 1884 - 9 يناير 1947) (بالإنجليزية: Charles Reiner)‏ هو لاعب كريكت بريطاني (وحمل سابقاً جنسية المملكة المتحدة لبريطانيا العظمى وأيرلندا).